# Коробчино (Днепропетровская область)
Коробчино (укр. Коробчине) — село, Криничанская поселковая община, Каменской район, Днепропетровская область, Украина.
Код КОАТУУ — 1222086503. Население по переписи 2001 года составляло 66 человек.

## Географическое положение
Село Коробчино находится на правом берегу реки Базавлук, выше по течению на расстоянии в 2,5 км расположено село Червоноивановка, ниже по течению на расстоянии в 1,5 км расположено село Адамовка. По селу протекает пересыхающий ручей с запрудой.